# Saint-Paul-en-Born
Saint-Paul-en-Born – miejscowość i gmina we Francji, w regionie Nowa Akwitania, w departamencie Landy.
Według danych na rok 1990 gminę zamieszkiwało 597 osób, a gęstość zaludnienia wynosiła 14 osób/km² (wśród 2290 gmin Akwitanii Saint-Paul-en-Born plasuje się na 647. miejscu pod względem liczby ludności, natomiast pod względem powierzchni na miejscu 159.).